# Ондіріс (Бескарагайський район)
Онді́ріс (каз. Өндіріс) — село у складі Бескарагайського району Абайської області Казахстану. Входить до складу Карабаського сільського округу.
Населення — 542 особи (2021; 811 у 2009, 1010 у 1999, 1105 у 1989).
Національний склад станом на 1989 рік:
- казахи — 100 %